# Jane Youngberg
Jane Marie Youngberg (* 25. Dezember 1948 in Aylesbury, geborene Jane Dubord) ist eine kanadische Badmintonspielerin.

## Karriere
Jane Youngberg gewann bei den offen ausgetragenen kanadischen Meisterschaften 1974 sowohl die Dameneinzel- als auch die Damendoppelkonkurrenz. 1975 wurde sie nationale Meisterin im Damendoppel ebenso wie 1976, 1977, 1978 und 1980. Einzelmeisterin wurde sie 1977, 1978 und 1981.

## Sportliche Erfolge
| Saison | Veranstaltung                 | Disziplin   | Platz | Name                              |
| ------ | ----------------------------- | ----------- | ----- | --------------------------------- |
| 1974   | Canadian Open                 | Dameneinzel | 1     | Jane Youngberg                    |
| 1974   | Canadian Open                 | Damendoppel | 1     | Jane Youngberg / Barbara Welch    |
| 1975   | Kanada: Einzelmeisterschaften | Damendoppel | 1     | Jane Youngberg / Barbara Welch    |
| 1976   | Kanada: Einzelmeisterschaften | Damendoppel | 1     | Jane Youngberg / Sherri Boyse     |
| 1977   | Kanada: Einzelmeisterschaften | Dameneinzel | 1     | Jane Youngberg                    |
| 1977   | Kanada: Einzelmeisterschaften | Damendoppel | 1     | Jane Youngberg / Barbara Welch    |
| 1978   | Kanada: Einzelmeisterschaften | Dameneinzel | 1     | Jane Youngberg                    |
| 1978   | Kanada: Einzelmeisterschaften | Damendoppel | 1     | Jane Youngberg / Claire Backhouse |
| 1980   | Kanada: Einzelmeisterschaften | Damendoppel | 1     | Jane Youngberg / Claire Backhouse |
| 1981   | Kanada: Einzelmeisterschaften | Dameneinzel | 1     | Jane Youngberg                    |
| 1987   | Kanada: Masters 35 plus       | Dameneinzel | 1     | Jane Youngberg                    |
| 1987   | Kanada: Masters 35 plus       | Mixed       | 1     | P. McKinnon / J. Youngberg        |
| 1989   | Kanada: Masters 35 plus       | Dameneinzel | 1     | Jane Youngberg                    |
| 1990   | Kanada: Masters 35 plus       | Dameneinzel | 1     | Jane Youngberg                    |